# Backhoppning vid olympiska vinterspelen 1968
Resultat från tävlingarna i backhoppning vid olympiska vinterspelen 1968 i Grenoble, Frankrike.

## Medaljörer
| Gren                     | Guld                             | Silver                       | Brons                     |
| Normalbacken Detaljer... | Tjeckoslovakien · Jiří Raška     | Österrike · Reinhold Bachler | Österrike · Baldur Preiml |
| Stora backen Detaljer... | Sovjetunionen · Vladimir Belusov | Tjeckoslovakien · Jiří Raška | Norge · Lars Grini        |

## Medaljtabell
| Pl. | Nation          | Guld | Silver | Brons | Totalt |
| --- | --------------- | ---- | ------ | ----- | ------ |
| 1   | Tjeckoslovakien | 1    | 1      | 0     | 2      |
| 2   | Sovjetunionen   | 1    | 0      | 0     | 1      |
| 3   | Österrike       | 0    | 1      | 1     | 2      |
| 4   | Norge           | 0    | 0      | 1     | 1      |

## Herrar

### Normalbacke
Tävlingen hölls vid "Le Claret" i Autrans med en K-punkt på 70 meter.
11 februari 1968
| Plac   | Namn                     | Poäng |
| ------ | ------------------------ | ----- |
| Guld   | Jiří Raška (TCH)         | 216,5 |
| Silver | Reinhold Bachler (AUT)   | 214,2 |
| Brons  | Baldur Preiml (AUT)      | 212,6 |
| 4      | Bjørn Wirkola (NOR)      | 212,0 |
| 5      | Topi Mattila (FIN)       | 211,9 |
| 6      | Anatolij Zjeglanov (URS) | 211,5 |
| 7      | Dieter Neuendorf (GDR)   | 211,3 |
| 8      | Vladimir Belusov (URS)   | 207,5 |
| 9      | Ladislav Divila (TCH)    | 207,3 |
| 10     | Günther Göllner (FRG)    | 207,1 |
| 10     | Gilbert Poirot (FRA)     | 207,1 |

### Stora backen
Tävlingen hölls vid "Dauphine" i Saint-Nizier-du-Moucherotte med en K-punkt på 90 meter.
18 februari 1968
| Plac   | Namn                     | Poäng |
| ------ | ------------------------ | ----- |
| Guld   | Vladimir Belusov (URS)   | 231,3 |
| Silver | Jiří Raška (TCH)         | 229,4 |
| Brons  | Lars Grini (NOR)         | 214,3 |
| 4      | Manfred Queck (GDR)      | 212,8 |
| 5      | Bent Tomtum (NOR)        | 212,2 |
| 6      | Reinhold Bachler (AUT)   | 210,7 |
| 7      | Wolfgang Stöhr (GDR)     | 205,9 |
| 8      | Anatolij Zjeglanov (URS) | 205,7 |
| 9      | Ludvik Zajc (YUG)        | 203,8 |
| 10     | Gilbert Poirot (FRA)     | 203,7 |